# Євгенівська сільська рада (Барашівський район)
Євгенівська сільська рада (деколи — Ївгівська сільська рада) — колишня адміністративно-територіальна одиниця та орган місцевого самоврядування в Барашівському районі Коростенської округи Волинської губернії Української СРР з адміністративним центром у колонії Євгенівка.

## Населення
Кількість населення ради, станом на 1923 рік, становила 1 900 осіб, кількість дворів — 294.
Кількість населення сільської ради, станом на 1924 рік, становила 1 315 осіб.

## Населені пункти
Сільській раді на час ліквідації були підпорядковані населені пункти:
- с. Верби
- кол. Брачки
- кол. Євгенівка
- кол. Тумар
- слоб. Гринжовка
- ур. Козі Ліски
- ур. Микулинці
- ур. Рудокопи

## Історія та адміністративний устрій
Створена 1923 року в складі колоній Брачки, Євгенівка, Микулинці, Павлівка, слобід Верби, Гринжовка (Гринжівка), Царів Бір, урочищ Гаврилова Піч, Козі Ліски, Рудокопи, Ходиха, Царів Борок Барашівської волості Коростенського повіту Волинської губернії. 7 березня 1923 року увійшла до складу новоствореного Барашівського району Коростенської округи.
12 січня 1924 року, відповідно до рішення Волинської ГАТК № 6/1 «Про зміни в межах округів, районів і сільрад», до складу ради включено кол. Тумар Барашівської сільської ради; слоб. Царів Бір, урочища Гаврилова Піч, Ходиха та Царів Борок передані до складу Симонівської сільської ради, кол. Павлівка — до Бобрицько-Болярської сільської ради Барашівського району.
Ліквідована 30 жовтня 1924 року, відповідно до рішення Волинської ГАТК № 11/6 «Про виділення та організацію національних сільрад», колонії Брачки, Євгенівка, Тумар передані до складу Крем'янської сільської ради, с. Верби, слоб. Гринжівка, урочища Козі Ліски, Микулинці та Рудокопи — до складу новоствореної Вербівської сільської ради Барашівського району.